# Aphilopota symphronima
Aphilopota symphronima là một loài bướm đêm trong họ Geometridae.